# États-Unis aux Jeux olympiques d'hiver de 2022
Les États-Unis participent aux Jeux olympiques d'hiver de 2022 à Pékin en Chine du 4 au 20 février 2022. Il s'agit de sa vingt-quatrième participation à des Jeux d'hiver.

## Délégation
Aux Jeux olympiques d'hiver de 2022, les athlètes de l'équipe des États-Unis participent aux épreuves suivantes : 
| Sport               | Hommes | Femmes | Total |
| ------------------- | ------ | ------ | ----- |
| Biathlon            | 4      | 4      | 8     |
| Bobsleigh           | 8      | 4      | 12    |
| Combiné nordique    | 5      | -      | 5     |
| Curling             | 5      | 6      | 11    |
| Hockey sur glace    | 25     | 23     | 48    |
| Luge                | 5      | 3      | 8     |
| Patinage artistique | 8      | 8      | 16    |
| Patinage de vitesse | 7      | 5      | 12    |
| Saut à ski          | 4      | 1      | 5     |
| Short-track         | 2      | 5      | 7     |
| Skeleton            | 1      | 2      | 3     |
| Ski acrobatique     | 16     | 16     | 32    |
| Ski alpin           | 6      | 11     | 17    |
| Ski de fond         | 6      | 8      | 14    |
| Snowboard           | 14     | 12     | 26    |
| Total               | 116    | 108    | 224   |

## Médaillés
| Sport               | Discipline            | Athlète(s) | Performance   | Date       |
| ------------------- | --------------------- | --- | ------------- | ---------- |
| Bobsleigh           | Monobob femmes        | Kaillie Humphries | 4 min 19 s 27 | 14 février |
| Patinage artistique | Épreuve par équipes   | Evan Bates Karen Chen Nathan Chen Madison Chock Zachary Donohue Brandon Frazier Madison Hubbell Alexa Scimeca Knierim Vincent Zhou | 65 points     | 7 février  |
| Patinage artistique | Hommes                | Nathan Chen | 332,60 points | 10 février |
| Patinage de vitesse | 500 m femmes          | Erin Jackson | 37 s 04       | 13 février |
| Ski acrobatique     | Sauts par équipe      | Ashley Caldwell Christopher Lillis Justin Schoenefeld                                                                              | 338,34 points | 10 février |
| Ski acrobatique     | Slopestyle hommes     | Alexander Hall | 90,01 points  | 16 février |
| Snowboard           | Cross femmes          | Lindsey Jacobellis | 1re place     | 9 février  |
| Snowboard           | Half-pipe femmes      | Chloe Kim | 94,00 points  | 10 février |
| Snowboard           | Cross en équipe mixte | Nick Baumgartner Lindsey Jacobellis                                                                                                | 1re place     | 12 février |

| Sport                   | Discipline        | Athlète(s) | Performance         | Date            |  |
| ----------------------- | ----------------- | --- | ------------------- | --------------- |  |
| Bobsleigh               | Monobob femmes    | Elana Meyers | 4 min 20 s 81       | 14 février      |  |
| Hockey sur glace        | Tournoi féminin   | \| Cayla Barnes \| \| Brianna Decker \| \| Abbey Murphy \| \| \| Megan Bozek \| \| Jincy Dunne \| \| Kelly Pannek \| \| \| Hannah Brandt \| \| Savannah Harmon \| \| Madeline Rooney \| \| \| Danielle Cameranesi \| \| Caroline Harvey \| \| Abby Roque \| \| \| Alexandra Carpenter \| \| Nicole Hensley \| \| Hayley Scamurra \| \| \| Alexandria Cavallini \| \| Megan Keller \| \| Lee Stecklein \| \| \| Jesse Compher \| \| Amanda Kessel \| \| Grace Zumwinkle \| \| \| Kendall Coyne Schofield \| \| Hilary Knight \| \| \| \| | Victoire 2-3 Canada | 17 février      |  |
| Ski alpin               | Super G hommes    | Ryan Cochran-Siegle | 1 min 19 s 98       | 8 février       |  |
| Snowboard               | Slopestyle femmes | Julia Marino | 87,68 points        | 6 février       |  |
| Ski acrobatique         | Bosses femmes     | Jaelin Kauf | 80,28 points        | 6 février       |  |
| Ski acrobatique         | Big air hommes    | Colby Stevenson | 183,00 points       | 9 février       |  |
| Ski acrobatique         | Slopestyle hommes | Nick Goepper | 86,48 points        | 16 février      |  |
| Ski acrobatique         | Half-pipe hommes  | David Wise | 90,75 points        | 19 février      |  |
| Ski de fond             | 30 km femmes      | Jessica Diggins | 1 h 26 min 37 s 3   | 20 février      |  |
| Cayla Barnes            |                   | Brianna Decker |                     | Abbey Murphy    |  |
| Megan Bozek             |                   | Jincy Dunne |                     | Kelly Pannek    |  |
| Hannah Brandt           |                   | Savannah Harmon |                     | Madeline Rooney |  |
| Danielle Cameranesi     |                   | Caroline Harvey |                     | Abby Roque      |  |
| Alexandra Carpenter     |                   | Nicole Hensley |                     | Hayley Scamurra |  |
| Alexandria Cavallini    |                   | Megan Keller |                     | Lee Stecklein   |  |
| Jesse Compher           |                   | Amanda Kessel |                     | Grace Zumwinkle |  |
| Kendall Coyne Schofield |                   | Hilary Knight |                     |                 |  |

| Sport               | Discipline                   | Athlète(s)                                          | Performance   | Date       |
| ------------------- | ---------------------------- | --------------------------------------------------- | ------------- | ---------- |
| Bobsleigh           | Bob à deux femmes            | Elana Meyers Sylvia Hoffman                         | 4 min 5 s 48  | 19 février |
| Patinage artistique | Danse sur glace              | Zachary Donohue Madison Hubbell                     | 218,02 points | 14 février |
| Patinage de vitesse | Poursuite par équipes hommes | Ethan Cepuran Casey Dawson Emery Lehman Joey Mantia | 3 min 38 s 81 | 15 février |
| Patinage de vitesse | 1 000 m femmes               | Brittany Bowe                                       | 1 min 14 s 61 | 17 février |
| Ski acrobatique     | Saut femmes                  | Megan Nick                                          | 93,76 points  | 14 février |
| Ski acrobatique     | Half-pipe hommes             | Alex Ferreira                                       | 86,75 points  | 19 février |
| Ski de fond         | Sprint femmes                | Jessica Diggins                                     | 3 min 12 s 84 | 8 février  |

| Sport               |   |    |   | Total |
| ------------------- | - | -- | - | ----- |
| Bobsleigh           | 1 | 1  | 1 | 3     |
| Hockey sur glace    | 0 | 1  | 0 | 1     |
| Patinage artistique | 2 | 0  | 1 | 3     |
| Patinage de vitesse | 1 | 0  | 2 | 3     |
| Ski acrobatique     | 2 | 4  | 2 | 8     |
| Ski alpin           | 0 | 1  | 0 | 1     |
| Ski de fond         | 0 | 1  | 1 | 2     |
| Snowboard           | 3 | 1  | 0 | 4     |
| Total               | 8 | 10 | 7 | 25    |

| Jour       |   |   |   | Total |
| ---------- | - | - | - | ----- |
| 6 février  | 0 | 2 | 0 | 2     |
| 7 février  | 1 | 0 | 0 | 1     |
| 8 février  | 0 | 1 | 1 | 2     |
| 9 février  | 1 | 1 | 0 | 2     |
| 10 février | 3 | 0 | 0 | 3     |
| 12 février | 1 | 0 | 0 | 1     |
| 13 février | 1 | 0 | 0 | 1     |
| 14 février | 1 | 1 | 2 | 4     |
| 15 février | 0 | 0 | 1 | 1     |
| 16 février | 1 | 1 | 0 | 2     |
| 17 février | 0 | 1 | 1 | 2     |
| 19 février | 0 | 1 | 2 | 3     |
| 20 février | 0 | 1 | 0 | 1     |
| Total      | 9 | 9 | 7 | 25    |

| Sexe   |   |   |   | Total |
| ------ | - | - | - | ----- |
| Femmes | 4 | 5 | 4 | 13    |
| Mixte  | 3 | 0 | 1 | 4     |
| Hommes | 2 | 4 | 2 | 8     |
| Total  | 9 | 9 | 7 | 25    |

| Athlète            | Sport               |   |   |   | Total |
| ------------------ | ------------------- | - | - | - | ----- |
| Lindsey Jacobellis | Snowboard           | 2 | 0 | 0 | 2     |
| Nathan Chen        | Patinage artistique | 2 | 0 | 0 | 2     |
| Zachary Donohue    | Patinage artistique | 1 | 0 | 1 | 2     |
| Madison Hubbell    | Patinage artistique | 1 | 0 | 1 | 2     |
| Jessica Diggins    | Ski de fond         | 0 | 1 | 1 | 2     |
| Elana Meyers       | Bobsleigh           | 0 | 1 | 1 | 2     |

## Résultats

### Biathlon
| Jake Brown    | 52 min 45 s 4 | 2 (0+0+2+0) | 28e | 26 min 4 s 7  | 0+2 | 36e | 45 min 14 s 1 | 6 (3+1+2+0) | 40e |
| Sean Doherty  | 53 min 55 s 8 | 4 (1+1+1+1) | 42e | 26 min 35 s 2 | 1+3 | 47e | 45 min 38 s 8 | 7 (1+1+3+2) | 43e |
| Leif Nordgren | 59 min 29 s 8 | 7 (2+2+1+2) | 87e | 27 min 31 s 8 | 0+3 | 83e | -             | -           | -   |
| Paul Schommer | 53 min 27 s 6 | 3 (0+1+0+2) | 35e | 27 min 13 s 3 | 1+3 | 74e | -             | -           | -   |

| Susan Dunklee | 51 min 46 s   | 4 (1+1+0+2) | 63e | 22 min 39 s 5 | 0+0 | 27e | 40 min 18 s 9 | 3 (0+0+2+1) | 40e | -             | -           | -   |
| Clare Egan    | 49 min 8 s 9  | 5 (1+0+3+1) | 39e | 23 min 16 s 4 | 1+2 | 46e | 40 min 17 s   | 4 (0+0+2+2) | 38e | -             | -           | -   |
| Deedra Irwin  | 45 min 14 s 1 | 1 (0+0+0+1) | 7e  | 23 min 10 s 1 | 0+2 | 37e | 41 min 1 s    | 4 (0+0+1+3) | 47e | 43 min 42 s 1 | 6 (1+3+1+1) | 23e |
| Joanne Reid   | 51 min 6 s 3  | 5 (0+3+0+2) | 57e | 22 min 54 s 9 | 0+2 | 34e | 39 min 6 s 7  | 3 (0+0+0+3) | 29e | -             | -           | -   |

| Athlètes                                            | Épreuve | Temps             | Pénalité | Rang |
| --------------------------------------------------- | ------- | ----------------- | -------- | ---- |
| Jake Brown Sean Doherty Leif Nordgren Paul Schommer | Hommes  | 1 h 25 min 33 s   | 3+13     | 13e  |
| Susan Dunklee Clare Egan Deedra Irwin Joanne Reid   | Femmes  | 1 h 15 min 51 s 3 | 2+9      | 11e  |
| Sean Doherty Susan Dunklee Clare Egan Paul Schommer | Mixte   | 1 h 8 min 58 s 3  | 1+12     | 7e   |

### Bobsleigh
| Athlètes * : pilote                                         | Épreuve      | Course 1     | Course 1 | Course 2     | Course 2 | Course 3     | Course 3 | Course 4     | Course 4 | Total         | Total |
| Athlètes * : pilote                                         | Épreuve      | Temps        | Rang     | Temps        | Rang     | Temps        | Rang     | Temps        | Rang     | Temps         | Rang  |
| ----------------------------------------------------------- | ------------ | ------------ | -------- | ------------ | -------- | ------------ | -------- | ------------ | -------- | ------------- | ----- |
| Hunter Church* Charlie Volker                               | Bob à deux   | 1 min 0 s 38 | 25e      | 1 min 1 s 40 | 30e      | 1 min 0 s 53 | 25e      | Éliminés     | Éliminés | 3 min 2 s 31  | 27e   |
| Frank Del Duca* Hakeem Abdul-Saboor                         | Bob à deux   | 59 s 87      | 13e      | 1 min 0 s 22 | 15e      | 59 s 86      | 11e      | 1 min 0 s 15 | 12e      | 4 min 0 s 10  | 13e   |
| Hunter Church* Kris Horn Charlie Volker Josh Williamson     | Bob à quatre | 58 s 91      | 11e      | 59 s 70      | 19e      | 58 s 96      | 8e       | 59 s 49      | 13e      | 3 min 57 s 6  | 10e   |
| Frank Del Duca* Hakeem Abdul-Saboor Jimmy Reed Carlo Valdes | Bob à quatre | 59 s 26      | 14e      | 59 s 56      | 15e      | 59 s 39      | 17e      | 59 s 44      | 9e       | 3 min 57 s 65 | 13e   |

| Athlètes * : pilote            | Épreuve    | Course 1     | Course 1 | Course 2     | Course 2 | Course 3     | Course 3 | Course 4     | Course 4 | Total         | Total                               |
| Athlètes * : pilote            | Épreuve    | Temps        | Rang     | Temps        | Rang     | Temps        | Rang     | Temps        | Rang     | Temps         | Rang                                |
| ------------------------------ | ---------- | ------------ | -------- | ------------ | -------- | ------------ | -------- | ------------ | -------- | ------------- | ----------------------------------- |
| Kaillie Humphries              | Monobob    | 1 min 4 s 44 | 1re      | 1 min 4 s 66 | 1re      | 1 min 4 s 87 | 1re      | 1 min 5 s 30 | 3e       | 4 min 19 s 27 | Médaille d'or, Jeux olympiques      |
| Elana Meyers                   | Monobob    | 1 min 5 s 12 | 3e       | 1 min 5 s 30 | 3e       | 1 min 5 s 28 | 3e       | 1 min 5 s 11 | 1re      |               | Médaille d'argent, Jeux olympiques  |
| Kaillie Humphries* Kaysha Love | Bob à deux | 1 min 1 s 41 | 4e       | 1 min 1 s 97 | 9e       | 1 min 1 s 75 | 6e       | 1 min 1 s 91 | 8e       | 4 min 7 s 4   | 7e                                  |
| Elana Meyers* Sylvia Hoffman   | Bob à deux | 1 min 1 s 26 | 3e       | 1 min 1 s 53 | 3e       | 1 min 1 s 13 | 3e       | 1 min 1 s 56 | 3e       | 4 min 5 s 48  | Médaille de bronze, Jeux olympiques |

### Combiné nordique
| Athlète                                              | Épreuve          | Saut à ski | Saut à ski | Saut à ski | Ski de fond   | Ski de fond | Total         | Total |
| Athlète                                              | Épreuve          | Distance   | Points     | Rang       | Temps         | Rang        | Temps         | Rang  |
| ---------------------------------------------------- | ---------------- | ---------- | ---------- | ---------- | ------------- | ----------- | ------------- | ----- |
| Taylor Fletcher                                      | Tremplin normal, | 86,5 m     | 83,3       | 34e        | 24 min 31 s 9 | 6e          | 27 min 50 s 9 | 24e   |
| Ben Loomis                                           | Tremplin normal, | 94,5 m     | 105,6      | 17e        | 25 min 7 s 8  | 16e         | 26 min 57 s 8 | 15e   |
| Stephen Schumann                                     | Tremplin normal, | 88,5 m     | 86,4       | 33e        | 24 min 46 s 4 | 8e          | 27 min 52 s 4 | 25e   |
| Jared Shumate                                        | Tremplin normal, | 93,5 m     | 99,2       | 24e        | 24 min 55 s   | 13e         | 27 min 10 s   | 19e   |
| Taylor Fletcher                                      | Grand tremplin,  | 117,0 m    | 81,2       | 35e        | 25 min 42 s 7 | 5e          | 29 min 36 s 7 | 23e   |
| Jasper Good                                          | Grand tremplin,  | 115,5 m    | 79,8       | 36e        | 27 min 32 s 9 | 32e         | 31 min 32 s 9 | 34e   |
| Ben Loomis                                           | Grand tremplin,  | 129,0 m    | 103,4      | 17e        | 26 min 51 s 2 | 19e         | 29 min 17 s 2 | 19e   |
| Jared Shumate                                        | Grand tremplin,  | 127,5 m    | 101,3      | 19e        | 26 min 24 s 5 | 13e         | 28 min 58 s 5 | 17e   |
| Taylor Fletcher Jasper Good Ben Loomis Jared Shumate | Par équipes,     | 484,5 m    | 387,1      | 7e         | 51 min 9 s 1  | 2e          | 53 min 7 s 1  | 6e    |

### Curling
| Équipe                                                                | Épreuve          | Premier tour           | Premier tour          | Premier tour                 | Premier tour                 | Premier tour        | Premier tour              | Premier tour          | Premier tour        | Premier tour                | Premier tour | Demi-finale                 | Finale / MB        | Finale / MB |
| Équipe                                                                | Épreuve          | Adversaire Score       | Adversaire Score      | Adversaire Score             | Adversaire Score             | Adversaire Score    | Adversaire Score          | Adversaire Score      | Adversaire Score    | Adversaire Score            | Rang         | Adversaire Score            | Adversaire Score   | Rang        |
| --------------------------------------------------------------------- | ---------------- | ---------------------- | --------------------- | ---------------------------- | ---------------------------- | ------------------- | ------------------------- | --------------------- | ------------------- | --------------------------- | ------------ | --------------------------- | ------------------ | ----------- |
| John Shuster Chris Plys Matt Hamilton John Landsteiner Colin Hufman   | Tournoi masculin | ROC Victoire 6-5       | Suède Défaite 4-7     | Grande-Bretagne Victoire 9-7 | Norvège Défaite 6-7          | Canada Défaite 5-10 | Chine Victoire 8-6        | Suisse Victoire 7-4   | Italie Défaite 4-10 | Danemark Victoire 7-5       | 4e           | Grande-Bretagne Défaite 4-8 | Canada Défaite 5-8 | 4e          |
| Tabitha Peterson Nina Roth Becca Hamilton Tara Peterson Aileen Geving | Tournoi féminin  | ROC Victoire 9-3       | Danemark Victoire 7-5 | Chine Victoire 8-4           | Grande-Bretagne Défaite 5-10 | Suède Défaite 4-10  | Corée du Sud Victoire 8-6 | Suisse Défaite 6-9    | Canada Défaite 6-7  | Japon Défaite 7-10          | 6e           | Éliminées                   | Éliminées          | Éliminées   |
| Vicky Persinger Chris Plys                                            | Double mixte     | Australie Victoire 6-5 | Italie Défaite 4-8    | Norvège Défaite 6-11         | Suède Victoire 8-7           | Chine Victoire 7-5  | Canada Défaite 2-7        | Tchéquie Défaite 8-10 | Suisse Défaite 5-6  | Grande-Bretagne Défaite 4-8 | 8e           | Éliminés                    | Éliminés           | Éliminés    |

### Hockey sur glace
| Compétition      | Phase de groupe       | Phase de groupe     | Phase de groupe        | Phase de groupe    | Phase de groupe | Quart de finale       | Demi-finale           | Finale / MB        | Finale / MB                        |
| Compétition      | Adversaire Score      | Adversaire Score    | Adversaire Score       | Adversaire Score   | Rang            | Adversaire Score      | Adversaire Score      | Adversaire Score   | Rang                               |
| ---------------- | --------------------- | ------------------- | ---------------------- | ------------------ | --------------- | --------------------- | --------------------- | ------------------ | ---------------------------------- |
| Tournoi masculin | Chine Victoire 8-0    | Canada Victoire 4-2 | Allemagne Victoire 3-2 | Non disputé        | 1er             | Slovaquie Défaite 2-3 | Éliminés              | Éliminés           | 5e                                 |
| Tournoi féminin  | Finlande Victoire 5-2 | ROC Victoire 5-0    | Suisse Victoire 8-0    | Canada Défaite 2-4 | 2e              | Tchéquie Victoire 4-1 | Finlande Victoire 4-1 | Canada Défaite 2-3 | Médaille d'argent, Jeux olympiques |

### Luge
| Athlètes                                                        | Épreuve          | Course 1      | Course 1 | Course 2      | Course 2 | Course 3      | Course 3    | Course 4    | Course 4    | Total          | Total |
| Athlètes                                                        | Épreuve          | Temps         | Rang     | Temps         | Rang     | Temps         | Rang        | Temps       | Rang        | Temps          | Rang  |
| --------------------------------------------------------------- | ---------------- | ------------- | -------- | ------------- | -------- | ------------- | ----------- | ----------- | ----------- | -------------- | ----- |
| Summer Britcher                                                 | Monoplace femmes | 1 min 0 s 986 | 29e      | 59 s 156      | 15e      | 59 s 152      | 20e         | Éliminée    | Éliminée    | 2 min 59 s 294 | 23e   |
| Ashley Farquharson                                              | Monoplace femmes | 59 s 972      | 26e      | 59 s 024      | 8e       | 58 s 768      | 8e          | 58 s 643    | 7e          | 3 min 56 s 407 | 12e   |
| Emily Sweeney                                                   | Monoplace femmes | 58 s 971      | 10e      | 1 min 2 s 439 | 32e      | 58 s 882      | 12e         | Éliminée    | Éliminée    | 3 min 0 s 292  | 26e   |
| Jonathan Gustafson                                              | Monoplace hommes | 57 s 845      | 13e      | 59 s 330      | 27e      | 58 s 496      | 20e         | 58 s 275    | 18e         | 3 min 53 s 946 | 19e   |
| Chris Mazdzer                                                   | Monoplace hommes | 57 s 780      | 10e      | 58 s 039      | 9e       | 57 s 779      | 10e         | 57 s 779    | 10e         | 3 min 51 s 377 | 8e    |
| Tucker West                                                     | Monoplace hommes | 58 s 079      | 15e      | 57 s 831      | 8e       | 58 s 534      | 21e         | 57 s 916    | 13e         | 3 min 52 s 360 | 13e   |
| Zack Digregorio Sean Hollander                                  | Biplace (hommes) | 59 s 389      | 12e      | 59 s 126      | 10e      | Non disputé   | Non disputé | Non disputé | Non disputé | 1 min 58 s 515 | 11e   |
| Ashley Farquharson Chris Mazdzer Zack Digregorio Sean Hollander | Relais mixte     | 1 min 0 s 332 | 4e       | 1 min 0 s 119 | 6e       | 1 min 1 s 182 | 9e          | Non disputé | Non disputé | 3 min 5 s 741  | 7e    |

### Patinage artistique
| Athlète                               | Épreuve           | Programme court Danse originale | Programme court Danse originale | Programme libre Danse libre | Programme libre Danse libre | Total   | Total                               |
| Athlète                               | Épreuve           | Points                          | Rang                            | Points                      | Rang                        | Points  | Rang                                |
| ------------------------------------- | ----------------- | ------------------------------- | ------------------------------- | --------------------------- | --------------------------- | ------- | ----------------------------------- |
| Jason Brown                           | Individuel hommes | 97,24                           | 6e                              | 184,00                      | 6e                          | 281,24  | 6e                                  |
| Nathan Chen                           | Individuel hommes | 113,97 WR                       | 1er                             | 218,63                      | 1er                         | 332,60  | Médaille d'or, Jeux olympiques      |
| Vincent Zhou                          | Individuel hommes | Forfait                         | Forfait                         | Éliminé                     | Éliminé                     | Éliminé | Éliminé                             |
| Mariah Bell                           | Individuel femmes | 65,38                           | 11e                             | 136,92                      | 8e                          | 202,30  | 10e                                 |
| Karen Chen                            | Individuel femmes | 64,11                           | 13e                             | 115,82                      | 17e                         | 179,94  | 16e                                 |
| Alysa Liu                             | Individuel femmes | 69,50                           | 8e                              | 139,45                      | 7e                          | 208,95  | 7e                                  |
| Ashley Cain-Gribble Timothy LeDuc     | Couples           | 74,13                           | 7e                              | 123,92                      | 9e                          | 198,05  | 8e                                  |
| Alexa Scimeca Knierim Brandon Frazier | Couples           | 74,23                           | 6e                              | 138,45                      | 7e                          | 212,68  | 6e                                  |
| Madison Chock Evan Bates              | Danse sur glace   | 84,14                           | 4e                              | 130,63                      | 4e                          | 214,77  | 4e                                  |
| Kaitlin Hawayek Jean-Luc Baker        | Danse sur glace   | 74,58                           | 11e                             | 115,16                      | 10e                         | 189,74  | 11e                                 |
| Madison Hubbell Zachary Donohue       | Danse sur glace   | 87,13                           | 3e                              | 130,89                      | 3e                          | 218,02  | Médaille de bronze, Jeux olympiques |

| Athlètes                                                                 | Discipline | Programme court / Danse rythmique | Programme court / Danse rythmique | Programme court / Danse rythmique | Programme court / Danse rythmique | Programme libre / Danse libre | Programme libre / Danse libre | Programme libre / Danse libre | Programme libre / Danse libre      |
| Athlètes                                                                 | Discipline | Points                            | Points équipe                     | Total                             | Rang                              | Points                        | Points équipe                 | Total                         | Rang                               |
| ------------------------------------------------------------------------ | ---------- | --------------------------------- | --------------------------------- | --------------------------------- | --------------------------------- | ----------------------------- | ----------------------------- | ----------------------------- | ---------------------------------- |
| Nathan Chen (C) Vincent Zhou (L)                                         | Hommes     | 111,71                            | 10                                | 34                                | 2e                                | 171,44                        | 8                             | 65                            | Médaille d'argent, Jeux olympiques |
| Karen Chen                                                               | Femmes     | 65,20                             | 6                                 | 34                                | 2e                                | 131,52                        | 7                             | 65                            | Médaille d'argent, Jeux olympiques |
| Alexa Scimeca Knierim Brandon Frazier                                    | Couples    | 75,00                             | 8                                 | 34                                | 2e                                | 128,97                        | 6                             | 65                            | Médaille d'argent, Jeux olympiques |
| Madison Hubbell (R) Zachary Donohue (R) Madison Chock (L) Evan Bates (L) | Danse      | 86,56                             | 10                                | 34                                | 2e                                | 129,07                        | 10                            | 65                            | Médaille d'argent, Jeux olympiques |

### Patinage de vitesse
| Athlète       | Épreuve      | Course        | Course |
| Athlète       | Épreuve      | Temps         | Rang   |
| ------------- | ------------ | ------------- | ------ |
| Austin Kleba  | 500 mètres   | 35 s 40       | 27e    |
| Jordan Stolz  | 500 mètres   | 34 s 85       | 13e    |
| Austin Kleba  | 1 000 mètres | 1 min 10 s 67 | 29e    |
| Jordan Stolz  | 1 000 mètres | 1 min 9 s 12  | 14e    |
| Casey Dawson  | 1 500 mètres | 1 min 49 s 45 | 28e    |
| Emery Lehman  | 1 500 mètres | 1 min 45 s 78 | 11e    |
| Joey Mantia   | 1 500 mètres | 1 min 45 s 26 | 6e     |
| Ethan Cepuran | 5 000 mètres | 6 min 25 s 97 | 17e    |
| Emery Lehman  | 5 000 mètres | 6 min 21 s 80 | 16e    |

| Athlète                | Épreuve      | Course        | Course                              |
| Athlète                | Épreuve      | Temps         | Rang                                |
| ---------------------- | ------------ | ------------- | ----------------------------------- |
| Brittany Bowe          | 500 mètres   | 38 s 04       | 16e                                 |
| Kimi Goetz             | 500 mètres   | 38 s 26       | 18e                                 |
| Erin Jackson           | 500 mètres   | 37 s 04       | Médaille d'or, Jeux olympiques      |
| Brittany Bowe          | 1 000 mètres | 1 min 14 s 61 | Médaille de bronze, Jeux olympiques |
| Kimi Goetz             | 1 000 mètres | 1 min 15 s 40 | 7e                                  |
| Brittany Bowe          | 1 500 mètres | 1 min 55 s 81 | 10e                                 |
| Mia Manganello-Kilburg | 1 500 mètres | 1 min 59 s 11 | 20e                                 |
| Mia Manganello-Kilburg | 3 000 mètres | 4 min 13 s 42 | 19e                                 |

| Athlète                | Épreuve | Demi-finale | Demi-finale   | Demi-finale | Finale  | Finale        | Finale |
| Athlète                | Épreuve | Points      | Temps         | Rang        | Points  | Temps         | Rang   |
| ---------------------- | ------- | ----------- | ------------- | ----------- | ------- | ------------- | ------ |
| Joey Mantia            | Hommes  | 6           | 7 min 44 s 37 | 7e          | 10      | 7 min 47 s 20 | 4e     |
| Ian Quinn              | Hommes  | 0           | 7 min 58 s 03 | 13e         | Éliminé | Éliminé       | 26e    |
| Giorgia Birkeland      | Femmes  | 3           | 8 min 34 s 43 | 6e          | 0       | 8 min 18 s 10 | 13e    |
| Mia Manganello-Kilburg | Femmes  | 10          | 8 min 29 s 93 | 4e          | 10      | 8 min 16 s 15 | 4e     |

| Athlète                                             | Épreuve | Quart de finale                 | Quart de finale | Demi-finale                | Demi-finale | Finale                          | Finale                              |
| Athlète                                             | Épreuve | Adversaire Temps                | Rang            | Adversaire Temps           | Rang        | Adversaire Temps                | Rang                                |
| --------------------------------------------------- | ------- | ------------------------------- | --------------- | -------------------------- | ----------- | ------------------------------- | ----------------------------------- |
| Casey Dawson Emery Lehman Joey Mantia Ethan Cepuran | Hommes  | Norvège Défaite 3 h 37 min 51 s | 2e              | ROC Défaite +3 min 37 s 05 | 2e          | Pays-Bas Victoire 3 min 38 s 81 | Médaille de bronze, Jeux olympiques |

### Patinage de vitesse sur piste courte (short-track)
| Athlète                                                 | Épreuve               | Série          | Série       | Quart de Finale | Quart de Finale | Demi-finale    | Demi-finale  | Finale Finale B | Finale Finale B |
| Athlète                                                 | Épreuve               | Temps          | Rang        | Temps           | Rang            | Temps          | Rang         | Temps           | Rang            |
| ------------------------------------------------------- | --------------------- | -------------- | ----------- | --------------- | --------------- | -------------- | ------------ | --------------- | --------------- |
| Ryan Pivirotto                                          | 500 m hommes          | 41 s 018       | 3e          | 41 s 841        | 4e              | Éliminé        | Éliminé      | Éliminé         | 16e             |
| Andrew Heo                                              | 1 000 m hommes        | 1 min 24 s 106 | 2e          | 1 min 24 s 603  | 1er             | 1 min 24 s 023 | 3e           | 1 min 36 s 140  | 7e              |
| Ryan Pivirotto                                          | 1 000 m hommes        | 1 min 54 s 437 | 2e          | 2 min 8 s 364   | 4e              | Éliminé        | Éliminé      | Éliminé         | 13e             |
| Andrew Heo                                              | 1 500 m hommes        | Non disputé    | Non disputé | 2 min 19 s 482  | 5e              | Éliminé        | Éliminé      | Éliminé         | 28e             |
| Ryan Pivirotto                                          | 1 500 m hommes        | Non disputé    | Non disputé | Disqualifié     | Disqualifié     | Éliminé        | Éliminé      | Éliminé         | NC              |
| Maame Biney                                             | 500 m femmes          | 42 s 919       | 3e          | 46 s 099        | 3e              | Éliminée       | Éliminée     | Éliminée        | 13e             |
| Kristen Santos                                          | 500 m femmes          | 43 s 579       | 1re         | Disqualifiée    | Disqualifiée    | Éliminée       | Éliminée     | Éliminée        | 17e             |
| Corinne Stoddard                                        | 500 m femmes          | Abandon        | Abandon     | Éliminée        | Éliminée        | Éliminée       | Éliminée     | Éliminée        | 32e             |
| Maame Biney                                             | 1 000 m femmes        | 1 min 27 s 859 | 1re         | 1 min 29 s 225  | 2e              | 1 min 28 s 806 | 4e           | 1 min 30 s 736  | 8e              |
| Kristen Santos                                          | 1 000 m femmes        | 1 min 28 s 237 | 1re         | 1 min 28 s 393  | 3e              | 1 min 26 s 783 | 1re          | 1 min 42 s 745  | 4e              |
| Corinne Stoddard                                        | 1 000 m femmes        | 1 min 27 s 528 | 3e          | 1 min 27 s 912  | 3e              | 1 min 27 s 626 | 4e           | 1 min 29 s 845  | 7e              |
| Julie Letai                                             | 1 500 m femmes        | Non disputé    | Non disputé | 2 min 36 s 214  | 5e Repêchée     | 2 min 23 s 315 | 8e           | Éliminée        | 21e             |
| Kristen Santos                                          | 1 500 m femmes        | Non disputé    | Non disputé | 2 min 21 s 027  | 1re             | 2 min 31 s 067 | 5e Repêchée  | 2 min 45 s 492  | 9e              |
| Corinne Stoddard                                        | 1 500 m femmes        | Non disputé    | Non disputé | 2 min 33 s 329  | 3e              | 2 min 22 s 632 | 6e           | Éliminée        | 18e             |
| Maame Biney Julie Letai Kristen Santos Corinne Stoddard | Relais femmes 3 000 m | Non disputé    | Non disputé | Non disputé     | Non disputé     | 4 min 6 s 098  | 4e           | Éliminées       | 8e              |
| Maame Biney Andrew Heo Ryan Pivirotto Kristen Santos    | Relais mixte 2 000 m  | Non disputé    | Non disputé | 2 min 39 s 043  | 3e              | Disqualifiés   | Disqualifiés | Éliminés        | 8e              |

### Saut à ski
| Athlète                                                  | Épreuve                   | Qualification | Qualification | Qualification | Finale   | Finale   | Finale   | Finale   | Finale   | Finale   | Finale   | Finale   |
| Athlète                                                  | Épreuve                   | Qualification | Qualification | Qualification | 1er saut | 1er saut | 1er saut | 2e saut  | 2e saut  | 2e saut  | Total    | Total    |
| Athlète                                                  | Épreuve                   | Distance      | Points        | Rang          | Distance | Points   | Rang     | Distance | Points   | Rang     | Points   | Rang     |
| -------------------------------------------------------- | ------------------------- | ------------- | ------------- | ------------- | -------- | -------- | -------- | -------- | -------- | -------- | -------- | -------- |
| Kevin Bickner                                            | Hommes (tremplin normal), | 78,0 m        | 61,8          | 43e           | 95,0 m   | 108,1    | 43e      | Éliminé  | Éliminé  | Éliminé  | Éliminé  | Éliminé  |
| Decker Dean                                              | Hommes (tremplin normal), | 81,0 m        | 66,6          | 42e           | 90,0 m   | 106,6    | 44e      | Éliminé  | Éliminé  | Éliminé  | Éliminé  | Éliminé  |
| Patrick Gasienica                                        | Hommes (tremplin normal), | 81,5 m        | 61,2          | 44e           | 87,0 m   | 89,8     | 49e      | Éliminé  | Éliminé  | Éliminé  | Éliminé  | Éliminé  |
| Casey Larson                                             | Hommes (tremplin normal), | 79,0 m        | 69,8          | 41e           | 96,5 m   | 113,2    | 39e      | Éliminé  | Éliminé  | Éliminé  | Éliminé  | Éliminé  |
| Kevin Bickner                                            | Hommes (grand tremplin) , | 110,5 m       | 84,3          | 45e           | 125,0 m  | 110,0    | 39e      | Éliminé  | Éliminé  | Éliminé  | Éliminé  | Éliminé  |
| Decker Dean                                              | Hommes (grand tremplin) , | 112,0 m       | 94,9          | 38e           | 120,0 m  | 100,9    | 45e      | Éliminé  | Éliminé  | Éliminé  | Éliminé  | Éliminé  |
| Patrick Gasienica                                        | Hommes (grand tremplin) , | 101,5 m       | 63,6          | 53e           | Éliminé  | Éliminé  | Éliminé  | Éliminé  | Éliminé  | Éliminé  | Éliminé  | Éliminé  |
| Casey Larson                                             | Hommes (grand tremplin) , | 116,5 m       | 89,2          | 43e           | 123,0 m  | 107,5    | 43e      | Éliminé  | Éliminé  | Éliminé  | Éliminé  | Éliminé  |
| Kevin Bickner Decker Dean Patrick Gasienica Casey Larson | Par équipes hommes        | Non disputé   | Non disputé   | Non disputé   | 407,0 m  | 261,0    | 10e      | Éliminés | Éliminés | Éliminés | Éliminés | Éliminés |
| Anna Hoffman                                             | Femmes                    | Non disputé   | Non disputé   | Non disputé   | 64,5 m   | 36,2     | 37e      | Éliminée | Éliminée | Éliminée | Éliminée | Éliminée |

### Skeleton
| Athlètes        | Épreuve | Course 1     | Course 1 | Course 2     | Course 2 | Course 3     | Course 3 | Course 4     | Course 4 | Total        | Total |
| Athlètes        | Épreuve | Temps        | Rang     | Temps        | Rang     | Temps        | Rang     | Temps        | Rang     | Temps        | Rang  |
| --------------- | ------- | ------------ | -------- | ------------ | -------- | ------------ | -------- | ------------ | -------- | ------------ | ----- |
| Andrew Blaser   | Hommes  | 1 min 1 s 80 | 20e      | 1 min 2 s 08 | 21e      | 1 min 2 s 10 | 22e      | Éliminé      | Éliminé  | 3 min 5 s 98 | 21e   |
| Kelly Curtis    | Femmes  | 1 min 2 s 94 | 19e      | 1 min 3 s 5  | 16e      | 1 min 3 s 24 | 23e      | Éliminée     | Éliminée | 3 min 9 s 23 | 21e   |
| Katie Uhlaender | Femmes  | 1 min 2 s 41 | 9e       | 1 min 2 s 46 | 8e       | 1 min 2 s 15 | 6e       | 1 min 2 s 21 | 5e       | 4 min 9 s 23 | 6e    |

### Ski acrobatique
| Athlète         | Épreuve | Qualification | Qualification | Qualification | Qualification | Qualification | Finale   | Finale   | Finale   | Finale   | Finale                             |
| Athlète         | Épreuve | Course 1      | Course 2      | Course 3      | Meilleur      | Rang          | Course 1 | Course 2 | Course 3 | Meilleur | Rang                               |
| --------------- | ------- | ------------- | ------------- | ------------- | ------------- | ------------- | -------- | -------- | -------- | -------- | ---------------------------------- |
| Mac Forehand    | Hommes  | 77,75         | 92,00         | 79,00         | 171,00        | 8e            | 60,75    | 19,50    | 42,00    | 80,25    | 11e                                |
| Nick Goepper    | Hommes  | 78,25         | 49,50         | 21,75         | 127,75        | 22e           | Éliminé  | Éliminé  | Éliminé  | Éliminé  | Éliminé                            |
| Alex Hall       | Hommes  | 87,00         | 90,75         | 89,50         | 180,25        | 2e            | 68,25    | 92,50    | 27,00    | 160,75   | 8e                                 |
| Colby Stevenson | Hommes  | 83,75         | 90,50         | 56,00         | 174,25        | 5e            | 34,75    | 91,75    | 91,25    | 183,00   | Médaille d'argent, Jeux olympiques |
| Caroline Claire | Femmes  | 20,00         | 17,25         | ab.           | 20,00         | 24e           | Éliminée | Éliminée | Éliminée | Éliminée | Éliminée                           |
| Marin Hamill    | Femmes  | 61,50         | 66,00         | 66,25         | 132,25        | 14e           | Éliminée | Éliminée | Éliminée | Éliminée | Éliminée                           |
| Darian Stevens  | Femmes  | 84,75         | 10,00         | 67,25         | 152,00        | 8e            | 56,75    | 50,75    | 18,25    | 75,00    | 11e                                |
| Maggie Voisin   | Femmes  | 16,25         | 60,00         | 68,00         | 128,00        | 15e           | Éliminée | Éliminée | Éliminée | Éliminée | Éliminée                           |

| Athlète         | Épreuve | Qualification | Qualification | Qualification | Qualification | Finale   | Finale   | Finale   | Finale   | Finale                              |
| Athlète         | Épreuve | Course 1      | Course 2      | Meilleur      | Rang          | Course 1 | Course 2 | Course 3 | Meilleur | Rang                                |
| --------------- | ------- | ------------- | ------------- | ------------- | ------------- | -------- | -------- | -------- | -------- | ----------------------------------- |
| Aaron Blunck    | Hommes  | 26,25         | 92,00         | 92,00         | 1er           | 70,25    | 78,25    | 13,50    | 78,25    | 7e                                  |
| Alex Ferreira   | Hommes  | 84,25         | 69,50         | 84,25         | 7e            | 86,75    | 83,75    | 67,75    | 86,75    | Médaille de bronze, Jeux olympiques |
| Birk Irving     | Hommes  | 83,25         | 89,75         | 89,75         | 3e            | 80,00    | 32,50    | 48,00    | 80,00    | 5e                                  |
| David Wise      | Hommes  | 88,75         | 89,00         | 89,00         | 4e            | 90,75    | 7,75     | 40,00    | 90,75    | Médaille d'argent, Jeux olympiques  |
| Hanna Faulhaber | Femmes  | 84,25         | 82,00         | 84,24         | 9e            | 85,25    | 84,50    | 19,00    | 85,25    | 6e                                  |
| Devin Logan     | Femmes  | 71,00         | 62,00         | 71,00         | 13e           | Éliminée | Éliminée | Éliminée | Éliminée | Éliminée                            |
| Carly Margulies | Femmes  | 79,00         | 82,25         | 82,25         | 10e           | 24,75    | 1,75     | 61,00    | 61,00    | 11e                                 |
| Brita Sigourney | Femmes  | 80,50         | 84,50         | 84,50         | 8e            | 70,75    | 60,00    | 12,25    | 70,75    | 10e                                 |

| Athlète         | Épreuve | Qualification | Qualification | Qualification | Qualification | Finale   | Finale   | Finale   | Finale   | Finale                             |
| Athlète         | Épreuve | Course 1      | Course 2      | Meilleur      | Rang          | Course 1 | Course 2 | Course 3 | Meilleur | Rang                               |
| --------------- | ------- | ------------- | ------------- | ------------- | ------------- | -------- | -------- | -------- | -------- | ---------------------------------- |
| Mac Forehand    | Hommes  | 51,21         | 37,80         | 51,21         | 20e           | Éliminé  | Éliminé  | Éliminé  | Éliminé  | Éliminé                            |
| Nick Goepper    | Hommes  | 82,51         | 80,23         | 82,51         | 3e            | 45,75    | 86,48    | 53,45    | 86,48    | Médaille d'argent, Jeux olympiques |
| Alex Hall       | Hommes  | 79,13         | 40,60         | 79,13         | 5e            | 90,01    | 86,38    | 31,41    | 90,01    | Médaille d'or, Jeux olympiques     |
| Colby Stevenson | Hommes  | 78,01         | 35,80         | 78,01         | 6e            | 74,48    | 41,73    | 55,18    | 74,48    | 7e                                 |
| Caroline Claire | Femmes  | Forfait       | Forfait       | Forfait       | Forfait       | Forfait  | Forfait  | Forfait  | Forfait  | Forfait                            |
| Marin Hamill    | Femmes  | 69,43         | 37,36         | 69,43         | 7e            | Forfait  | Forfait  | Forfait  | Forfait  | Forfait                            |
| Darian Stevens  | Femmes  | 6,18          | 50,01         | 50,01         | 18e           | Éliminée | Éliminée | Éliminée | Éliminée | Éliminée                           |
| Maggie Voisin   | Femmes  | 72,78         | 65,93         | 72,78         | 4e            | 35,48    | 74,28    | 66,03    | 74,28    | 5e                                 |

| Athlète        | Épreuve | Qualification | Qualification | Qualification | Qualification | Finale   | Finale   | Finale   | Finale   | Finale   | Finale                             |
| Athlète        | Épreuve | Course 1      | Course 1      | Course 2      | Course 2      | Finale 1 | Finale 1 | Finale 2 | Finale 2 | Finale 3 | Finale 3                           |
| Athlète        | Épreuve | Points        | Rang          | Points        | Rang          | Points   | Rang     | Points   | Rang     | Points   | Rang                               |
| -------------- | ------- | ------------- | ------------- | ------------- | ------------- | -------- | -------- | -------- | -------- | -------- | ---------------------------------- |
| Cole McDonald  | Hommes  | 76,27         | 5e            | Exempté       | Exempté       | 75,78    | 14e      | Éliminé  | Éliminé  | Éliminé  | Éliminé                            |
| Nick Page      | Hommes  | 70,71         | 21e           | 77,36         | 3e            | 76,80    | 10e      | 76,92    | 6e       | 78,90    | 5e                                 |
| Dylan Walczyk  | Hommes  | 75,86         | 10e           | Exempté       | Exempté       | 75,13    | 16e      | Éliminé  | Éliminé  | Éliminé  | Éliminé                            |
| Bradley Wilson | Hommes  | Abandon       | Abandon       | 72,94         | 15e           | Éliminé  | Éliminé  | Éliminé  | Éliminé  | Éliminé  | Éliminé                            |
| Olivia Giaccio | Femmes  | 78,11         | 4e            | Exemptée      | Exemptée      | 78,37    | 5e       | 77,57    | 6e       | 75,61    | 6e                                 |
| Jaelin Kauf    | Femmes  | 79,15         | 3e            | Exemptée      | Exemptée      | 79,32    | 4e       | 80,12    | 2e       | 80,28    | Médaille d'argent, Jeux olympiques |
| Kai Owens      | Femmes  | Forfait       | 69,92         | 8e            | 75,26         | 6e       | 65,49    | 10e      | Éliminée | Éliminée |                                    |
| Hannah Soar    | Femmes  | 74,53         | 7e            | Exemptée      | Exemptée      | 73,70    | 11e      | 75,16    | 7e       | Éliminée | Éliminée                           |

| Athlète            | Épreuve | Qualification | Qualification | Qualification | Qualification | Finale   | Finale   | Finale   | Finale                              |
| Athlète            | Épreuve | Saut 1        | Saut 1        | Saut 2        | Saut 2        | Saut 1   | Saut 1   | Saut 2   | Saut 2                              |
| Athlète            | Épreuve | Points        | Rang          | Points        | Rang          | Points   | Rang     | Points   | Rang                                |
| ------------------ | ------- | ------------- | ------------- | ------------- | ------------- | -------- | -------- | -------- | ----------------------------------- |
| Christopher Lillis | Hommes  | 119,91        | 6e            | Exempté       | Exempté       | 125,67   | 3e       | 103,00   | 6e                                  |
| Eric Loughran      | Hommes  | 121,4         | 4e            | Exempté       | Exempté       | 111,95   | 12e      | Éliminé  | Éliminé                             |
| Justin Schoenefeld | Hommes  | 118,59        | 8e            | 105,88        | 5e            | 123,53   | 6e       | 106,50   | 5e                                  |
| Ashley Caldwell    | Femmes  | 101,31        | 2e            | Exemptée      | Exemptée      | 105,60   | 1re      | 83,71    | 4e                                  |
| Kaila Kuhn         | Femmes  | 84,24         | 8e            | 86,62         | 3e            | 85,68    | 8e       | Éliminée | Éliminée                            |
| Megan Nick         | Femmes  | 89,18         | 7e            | 89,18         | 2e            | 95,17    | 5e       | 93,76    | Médaille de bronze, Jeux olympiques |
| Winter Vinecki     | Femmes  | 78,96         | 13e           | 78,96         | 9e            | Éliminée | Éliminée | Éliminée | Éliminée                            |

| Athlètes           | Saut 1 | Saut 1 | Saut 1 | Saut 2 | Saut 2 | Saut 2                         |
| Athlètes           | Points | Total  | Rang   | Points | Total  | Rang                           |
| ------------------ | ------ | ------ | ------ | ------ | ------ | ------------------------------ |
| Ashley Caldwell    | 104,31 | 330,55 | 2e     | 88,86  | 338,34 | Médaille d'or, Jeux olympiques |
| Christopher Lillis | 101,81 | 330,55 | 2e     | 135,00 | 338,34 | Médaille d'or, Jeux olympiques |
| Justin Schoenefeld | 124,43 | 330,55 | 2e     | 114,48 | 338,34 | Médaille d'or, Jeux olympiques |

| Athlète        | Épreuve | Qualification | Qualification | Huitième de finale | Quart de finale | Demi-finale | Finale A Finale B | Classement final |
| Athlète        | Épreuve | Temps         | Rang          | Rang               | Rang            | Rang        | Rang              | Classement final |
| -------------- | ------- | ------------- | ------------- | ------------------ | --------------- | ----------- | ----------------- | ---------------- |
| Tyler Wallasch | Hommes  | 1 min 13 s 55 | 24e           | 4e                 | Éliminé         | Éliminé     | Éliminé           | 28e              |

### Ski alpin
| Athlète             | Épreuve      | 1re manche   | 1re manche  | 2e manche    | 2e manche   | Total         | Total                              |
| Athlète             | Épreuve      | Temps        | Rang        | Temps        | Rang        | Temps         | Rang                               |
| ------------------- | ------------ | ------------ | ----------- | ------------ | ----------- | ------------- | ---------------------------------- |
| Luke Winters        | Slalom       | Abandon      | Abandon     | Abandon      | Abandon     | Abandon       | Abandon                            |
| Luke Winters        | Slalom géant | Abandon      | Abandon     | Abandon      | Abandon     | Abandon       | Abandon                            |
| Tommy Ford          | Slalom géant | 1 min 5 s 7  | 19e         | 1 min 7 s 34 | 7e          | 2 min 12 s 41 | 12e                                |
| Ryan Cochran-Siegle | Slalom géant | Abandon      | Abandon     | Abandon      | Abandon     | Abandon       | Abandon                            |
| River Radamus       | Slalom géant | 1 min 3 s 79 | 9e          | 1 min 7 s 16 | 5e          | 2 min 10 s 95 | 4e                                 |
| Bryce Bennett       | Super G      | Non disputé  | Non disputé | Non disputé  | Non disputé | 1 min 21 s 80 | 17e                                |
| Ryan Cochran-Siegle | Super G      | Non disputé  | Non disputé | Non disputé  | Non disputé | 1 min 19 s 98 | Médaille d'argent, Jeux olympiques |
| Travis Ganong       | Super G      | Non disputé  | Non disputé | Non disputé  | Non disputé | 1 min 21 s 37 | 12e                                |
| River Radamus       | Super G      | Non disputé  | Non disputé | Non disputé  | Non disputé | 1 min 21 s 63 | 15e                                |
| Bryce Bennett       | Descente     | Non disputé  | Non disputé | Non disputé  | Non disputé | 1 min 44 s 25 | 19e                                |
| Ryan Cochran-Siegle | Descente     | Non disputé  | Non disputé | Non disputé  | Non disputé | 1 min 43 s 91 | 14e                                |
| Travis Ganong       | Descente     | Non disputé  | Non disputé | Non disputé  | Non disputé | 1 min 44 s 39 | 20e                                |

| Athlète          | Épreuve      | 1re manche    | 1re manche  | 2e manche    | 2e manche    | Total         | Total        |
| Athlète          | Épreuve      | Temps         | Rang        | Temps        | Rang         | Temps         | Rang         |
| ---------------- | ------------ | ------------- | ----------- | ------------ | ------------ | ------------- | ------------ |
| Katie Hensien    | Slalom       | 55 s 43       | 31e         | 53 s 88      | 23e          | 1 min 49 s 31 | 26e          |
| A J Hurt         | Slalom       | 56 s 68       | 40e         | 55 s 51      | 34e          | 1 min 52 s 19 | 34e          |
| Paula Moltzan    | Slalom       | 52 s 79       | 6e          | 53 s 39      | 20e          | 1 min 46 s 18 | 8e           |
| Mikaela Shiffrin | Slalom       | Abandon       | Abandon     | Abandon      | Abandon      | Abandon       | Abandon      |
| A J Hurt         | Slalom géant | Abandon       | Abandon     | Abandon      | Abandon      | Abandon       | Abandon      |
| Paula Moltzan    | Slalom géant | 59 s 57       | 17e         | 58 s 50      | 12e          | 1 min 58 s 07 | 12e          |
| Nina O'Brien     | Slalom géant | 58 s 61       | 6e          | Disqualifiée | Disqualifiée | Disqualifiée  | Disqualifiée |
| Mikaela Shiffrin | Slalom géant | Abandon       | Abandon     | Abandon      | Abandon      | Abandon       | Abandon      |
| Keely Cashman    | Super G      | Non disputé   | Non disputé | Non disputé  | Non disputé  | 1 min 15 s 99 | 27e          |
| Mikaela Shiffrin | Super G      | Non disputé   | Non disputé | Non disputé  | Non disputé  | 1 min 14 s 30 | 9e           |
| Alix Wilkinson   | Super G      | Non disputé   | Non disputé | Non disputé  | Non disputé  | Abandon       | Abandon      |
| Isabella Wright  | Super G      | Non disputé   | Non disputé | Non disputé  | Non disputé  | 1 min 15 s 37 | 21e          |
| Keely Cashman    | Descente     | Non disputé   | Non disputé | Non disputé  | Non disputé  | 1 min 34 s 13 | 17e          |
| Mikaela Shiffrin | Descente     | Non disputé   | Non disputé | Non disputé  | Non disputé  | 1 min 34 s 36 | 18e          |
| Jacqueline Wiles | Descente     | Non disputé   | Non disputé | Non disputé  | Non disputé  | 1 min 34 s 60 | 21e          |
| Alix Wilkinson   | Descente     | Non disputé   | Non disputé | Non disputé  | Non disputé  | Abandon       | Abandon      |
| Keely Cashman    | Combiné      | 1 min 33 s 09 | 7e          | Abandon      | Abandon      | Abandon       | Abandon      |
| Tricia Mangan    | Combiné      | 1 min 35 s 89 | 20e         | 57 min 5 s   | 8e           | 2 min 23 s 94 | 11e          |
| Mikaela Shiffrin | Combiné      | 1 min 32 s 98 | 5e          | Abandon      | Abandon      | Abandon       | Abandon      |
| Isabella Wright  | Combiné      | 1 min 33 s 72 | 15e         | Abandon      | Abandon      | Abandon       | Abandon      |

| Athlètes                                                | Huitième de finale     | Quart de finale     | Demi-finale           | Finale / MB                   | Finale / MB |
| Athlètes                                                | Adversaire Résultat    | Adversaire Résultat | Adversaire Résultat   | Adversaire Résultat           | Rang        |
| ------------------------------------------------------- | ---------------------- | ------------------- | --------------------- | ----------------------------- | ----------- |
| Tommy Ford Paula Moltzan River Radamus Mikaela Shiffrin | Slovaquie Victoire 3-1 | Italie Victoire 3-1 | Allemagne Défaite 1-3 | Norvège Défaite 2-2 (+0 s 42) | 4e          |

### Ski de fond
| Athlète                                                | Épreuve                   | Classique     | Classique   | Libre         | Libre       | Total             | Total |
| Athlète                                                | Épreuve                   | Temps         | Rang        | Temps         | Rang        | Temps             | Rang  |
| ------------------------------------------------------ | ------------------------- | ------------- | ----------- | ------------- | ----------- | ----------------- | ----- |
| Scott Patterson                                        | Skiathlon (15 km + 15 km) | 41 min 17 s 4 | 19e         | 38 min 18 s 9 | 4e          | 1 h 20 min 10 s   | 11e   |
| Gus Schumacher                                         | Skiathlon (15 km + 15 km) | 42 min 26 s 3 | 38e         | 42 min 16 s 6 | 44e         | 1 h 25 min 14 s 3 | 39e   |
| Ben Ogden                                              | 15 km classique           | Non disputé   | Non disputé | Non disputé   | Non disputé | 41 min 29 s 8     | 42e   |
| Scott Patterson                                        | 15 km classique           | Non disputé   | Non disputé | Non disputé   | Non disputé | 41 min 23 s 1     | 38e   |
| JC Schoonmake                                          | 15 km classique           | Non disputé   | Non disputé | Non disputé   | Non disputé | 43 min 31 s 6     | 66e   |
| Gus Schumacher                                         | 15 km classique           | Non disputé   | Non disputé | Non disputé   | Non disputé | 41 min 53 s 4     | 48e   |
| Scott Patterson                                        | 50 km libre 30 km libre   | Non disputé   | Non disputé | Non disputé   | Non disputé | 1 h 12 min 6 s 6  | 8e    |
| Kevin Bolger Luke Jager Scott Patterson Gus Schumacher | Relais 4 × 10 km          | Non disputé   | Non disputé | Non disputé   | Non disputé | 2 h 2 min 56 s 3  | 9e    |

| Athlète                                                  | Épreuve                     | Classique     | Classique   | Libre         | Libre       | Total             | Total                              |
| Athlète                                                  | Épreuve                     | Temps         | Rang        | Temps         | Rang        | Temps             | Rang                               |
| -------------------------------------------------------- | --------------------------- | ------------- | ----------- | ------------- | ----------- | ----------------- | ---------------------------------- |
| Rosie Brennan                                            | Skiathlon (7,5 km + 7,5 km) | 23 min 32 s   | 13e         | 22 min 48 s 8 | 15e         | 47 min 5 s 4      | 14e                                |
| Jessica Diggins                                          | Skiathlon (7,5 km + 7,5 km) | 23 min 26 s 4 | 11e         | 21 min 1 s 8  | 1re         | 45 min 4 s 2      | 6e                                 |
| Julia Kern                                               | Skiathlon (7,5 km + 7,5 km) | 26 min 31 s 7 | 53e         | 24 min 53 s 7 | 55e         | 52 min 5 s 5      | 53e                                |
| Hailey Swirbul                                           | Skiathlon (7,5 km + 7,5 km) | 24 min 17 s 6 | 22e         | 24 min 45 s 2 | 54e         | 49 min 42 s 5     | 40e                                |
| Rosie Brennan                                            | 10 km classique             | Non disputé   | Non disputé | Non disputé   | Non disputé | 29 min 28 s 6     | 13e                                |
| Jessica Diggins                                          | 10 km classique             | Non disputé   | Non disputé | Non disputé   | Non disputé | 29 min 15 s 1     | 8e                                 |
| Novie McCabe                                             | 10 km classique             | Non disputé   | Non disputé | Non disputé   | Non disputé | 30 min 34 s 9     | 24e                                |
| Hailey Swirbul                                           | 10 km classique             | Non disputé   | Non disputé | Non disputé   | Non disputé | 31 min 5 s 3      | 32e                                |
| Rosie Brennan                                            | 30 km libre                 | Non disputé   | Non disputé | Non disputé   | Non disputé | 1 h 27 min 32 s 7 | 6e                                 |
| Jessica Diggins                                          | 30 km libre                 | Non disputé   | Non disputé | Non disputé   | Non disputé | 1 h 26 min 37 s 3 | Médaille d'argent, Jeux olympiques |
| Sophia Laukli                                            | 30 km libre                 | Non disputé   | Non disputé | Non disputé   | Non disputé | 1 h 31 min 21 s 2 | 15e                                |
| Novie McCabe                                             | 30 km libre                 | Non disputé   | Non disputé | Non disputé   | Non disputé | 1 h 31 min 22 s 5 | 18e                                |
| Rosie Brennan Jessie Diggins Novie McCabe Hailey Swirbul | Relais 4 × 5 km             | Non disputé   | Non disputé | Non disputé   | Non disputé | 55 min 9 s 2      | 6e                                 |

| Athlète                       | Épreuve            | Qualification | Qualification | Quart de finale | Quart de finale | Demi-finale    | Demi-finale | Finale         | Finale                              |
| Athlète                       | Épreuve            | Temps         | Rang          | Temps           | Rang            | Temps          | Rang        | Temps          | Rang                                |
| ----------------------------- | ------------------ | ------------- | ------------- | --------------- | --------------- | -------------- | ----------- | -------------- | ----------------------------------- |
| Kevin Bolger                  | Individuel hommes  | 2 min 52 s 50 | 22e           | 2 min 58 s 54   | 4e              | Éliminé        | Éliminé     | Éliminé        | 17e                                 |
| Luke Jager                    | Individuel hommes  | 2 min 54 s 44 | 30e           | 2 min 59 s 14   | 5e              | Éliminé        | Éliminé     | Éliminé        | 25e                                 |
| Ben Ogden                     | Individuel hommes  | 2 min 52 s 21 | 19e           | 2 min 53 s      | 4e              | 2 min 53 s 41  | 6e          | Éliminé        | 12e                                 |
| JC Schoonmaker                | Individuel hommes  | 2 min 51 s 15 | 13e           | 2 min 58 s 13   | 3e              | Éliminé        | Éliminé     | Éliminé        | 15e                                 |
| Ben Ogden JC Schoonmaker      | Par équipes hommes | Non disputé   | Non disputé   | Non disputé     | Non disputé     | 20 min 11 s 42 | 6e          | 20 min 28 s 07 | 9e                                  |
| Rosie Brennan                 | Individuel femmes  | 3 min 14 s 83 | 2e            | 3 min 17 s 90   | 2e              | 3 min 13 s 29  | 4e          | 3 min 14 s 17  | 4e                                  |
| Jessica Diggins               | Individuel femmes  | 3 min 17 s 72 | 5e            | 3 min 16 s 30   | 1re             | 3 min 15 s 63  | 2e          | 3 min 12 s 84  | Médaille de bronze, Jeux olympiques |
| Hannah Halvorsen              | Individuel femmes  | 3 min 29 s 13 | 43e           | Éliminée        | Éliminée        | Éliminée       | Éliminée    | Éliminée       | Éliminée                            |
| Julia Kern                    | Individuel femmes  | 3 min 20 s 69 | 14e           | 3 min 21 s 68   | 4e              | Éliminée       | Éliminée    | Éliminée       | 18e                                 |
| Rosie Brennan Jessica Diggins | Par équipes femmes | Non disputé   | Non disputé   | Non disputé     | Non disputé     | 23 min 6 s 1   | 2e          | 22 min 22 s 7  | 5e                                  |

### Snowboard
| Athlète          | Épreuve | Qualification | Qualification | Qualification | Qualification | Qualification | Finale   | Finale   | Finale   | Finale   | Finale   |
| Athlète          | Épreuve | Course 1      | Course 2      | Course 3      | Meilleur      | Rang          | Course 1 | Course 2 | Course 3 | Meilleur | Rang     |
| ---------------- | ------- | ------------- | ------------- | ------------- | ------------- | ------------- | -------- | -------- | -------- | -------- | -------- |
| Chris Corning    | Hommes  | 64,25         | 17,50         | 81,75         | 146,00        | 10e           | 92,00    | 35,50    | 64,00    | 156,00   | 7e       |
| Sean FitzSimons  | Hommes  | 53,25         | 68,75         | 16,25         | 122,00        | 17e           | Éliminé  | Éliminé  | Éliminé  | Éliminé  | Éliminé  |
| Red Gerard       | Hommes  | 75,50         | 80,00         | 78,75         | 158,75        | 3e            | 82,50    | 19,25    | 83,25    | 165,75   | 5e       |
| Dusty Henricksen | Hommes  | 23,00         | 72,75         | 20,75         | 93,50         | 21e           | Éliminé  | Éliminé  | Éliminé  | Éliminé  | Éliminé  |
| Jamie Anderson   | Femmes  | 30,00         | 29,50         | 89,75         | 119,75        | 15e           | Éliminée | Éliminée | Éliminée | Éliminée | Éliminée |
| Hailey Langland  | Femmes  | 62,00         | 65,50         | 21,25         | 127,50        | 12e           | 25,25    | 31,00    | 22,25    | 53,25    | 12e      |
| Julia Marino     | Femmes  | Forfait       | Forfait       | Forfait       | Forfait       | Forfait       | Éliminée | Éliminée | Éliminée | Éliminée | Éliminée |
| Courtney Rummel  | Femmes  | 44,75         | 56,25         | 38,75         | 101,00        | 19e           | Éliminée | Éliminée | Éliminée | Éliminée | Éliminée |

| Athlète       | Épreuve | Qualification | Qualification | Qualification | Qualification | Finale   | Finale   | Finale   | Finale   | Finale                         |
| Athlète       | Épreuve | Course 1      | Course 2      | Meilleur      | Rang          | Course 1 | Course 2 | Course 3 | Meilleur | Rang                           |
| ------------- | ------- | ------------- | ------------- | ------------- | ------------- | -------- | -------- | -------- | -------- | ------------------------------ |
| Lucas Foster  | Hommes, | 42,00         | 21,50         | 42,00         | 17e           | Éliminé  | Éliminé  | Éliminé  | Éliminé  | Éliminé                        |
| Taylor Gold   | Hommes, | 81,25         | 83,50         | 83,50         | 7e            | 81,75    | 25,00    | 20,00    | 81,75    | 5e                             |
| Chase Josey   | Hommes, | 15,75         | 69,50         | 69,50         | 12e           | 62,50    | 23,00    | 79,50    | 79,50    | 7e                             |
| Shaun White   | Hommes, | 24,45         | 86,25         | 86,25         | 4e            | 72,00    | 85,00    | 14,75    | 85,00    | 4e                             |
| Zoe Kalapos   | Femmes, | 20,00         | 51,75         | 51,75         | 17e           | Éliminée | Éliminée | Éliminée | Éliminée | Éliminée                       |
| Chloe Kim     | Femmes, | 87,75         | 8,75          | 87,75         | 1re           | 94,00    | 27,00    | 26,25    | 94,00    | Médaille d'or, Jeux olympiques |
| Maddie Mastro | Femmes, | 65,75         | 51,50         | 65,75         | 13e           | Éliminée | Éliminée | Éliminée | Éliminée | Éliminée                       |
| Tessa Maud    | Femmes, | 53,50         | 10,00         | 53,50         | 16e           | Éliminée | Éliminée | Éliminée | Éliminée | Éliminée                       |

| Athlète          | Épreuve | Qualification | Qualification | Qualification | Qualification | Finale   | Finale   | Finale   | Finale   | Finale                             |
| Athlète          | Épreuve | Course 1      | Course 2      | Meilleur      | Rang          | Course 1 | Course 2 | Course 3 | Meilleur | Rang                               |
| ---------------- | ------- | ------------- | ------------- | ------------- | ------------- | -------- | -------- | -------- | -------- | ---------------------------------- |
| Chris Corning    | Hommes  | 48,48         | 69,30         | 69,30         | 11e           | 31,58    | 20,78    | 65,11    | 65,11    | 6e                                 |
| Sean FitzSimons  | Hommes  | 78,76         | 26,75         | 78,76         | 3e            | 29,48    | 29,61    | 26,61    | 29,61    | 12e                                |
| Red Gerard       | Hommes  | 78,20         | 43,95         | 78,20         | 5e            | 83,25    | 71,86    | 28,65    | 83,25    | 4e                                 |
| Dusty Henricksen | Hommes  | 37,46         | 58,46         | 58,46         | 17e           | Éliminé  | Éliminé  | Éliminé  | Éliminé  | Éliminé                            |
| Jamie Anderson   | Femmes  | 74,35         | 53,26         | 74,35         | 5e            | 22,98    | 60,78    | 36,88    | 60,78    | 9e                                 |
| Hailey Langland  | Femmes  | 28,31         | 68,71         | 68,71         | 9e            | 32,05    | 48,35    | 29,93    | 48,35    | 11e                                |
| Julia Marino     | Femmes  | 2,91          | 71,78         | 71,78         | 6e            | 30,61    | 87,68    | 60,35    | 87,68    | Médaille d'argent, Jeux olympiques |
| Courtney Rummel  | Femmes  | 37,18         | 48,30         | 48,30         | 18e           | Éliminée | Éliminée | Éliminée | Éliminée | Éliminée                           |

| Athlète      | Épreuve | Qualification | Qualification | Huitième de finale | Quart de finale | Demi-finale | Finale     | Finale  |
| Athlète      | Épreuve | Temps         | Rang          | Adversaire         | Adversaire      | Adversaire  | Adversaire | Rang    |
| ------------ | ------- | ------------- | ------------- | ------------------ | --------------- | ----------- | ---------- | ------- |
| Robby Burns  | Hommes  | 1 min 36 s 22 | 31e           | Éliminé            | Éliminé         | Éliminé     | Éliminé    | Éliminé |
| Cody Winters | Hommes  | 1 min 27 s 80 | 29e           | Éliminé            | Éliminé         | Éliminé     | Éliminé    | Éliminé |

| Athlète                             | Épreuve     | Qualification | Qualification | Huitième de finale | Quart de finale | Demi-finale | Finale A Finale B | Classement final               |
| Athlète                             | Épreuve     | Temps         | Rang          | Rang               | Rang            | Rang        | Rang              | Classement final               |
| ----------------------------------- | ----------- | ------------- | ------------- | ------------------ | --------------- | ----------- | ----------------- | ------------------------------ |
| Nick Baumgartner                    | Hommes      | 1 min 18 s 1  | 10e           | 2e                 | 3e              | Éliminé     | Éliminé           | 10e                            |
| Mick Dierdorff                      | Hommes      | 1 min 18 s 64 | 20e           | 1er                | ab.             | Éliminé     | Éliminé           | 15e                            |
| Hagen Kearney                       | Hommes      | 1 min 17 s 81 | 7e            | 3e                 | Éliminé         | Éliminé     | Éliminé           | 17e                            |
| Jake Vedder                         | Hommes      | 1 min 17 s 88 | 18e           | 1er                | 2e              | 3e          | 2e                | 6e                             |
| Stacy Gaskill                       | Femmes      | 1 min 23 s 14 | 4e            | 1re                | 2e              | 4e          | 3e                | 7e                             |
| Faye Gulini                         | Femmes      | 1 min 23 s 98 | 7e            | 1re                | 4e              | Éliminée    | Éliminée          | 13e                            |
| Lindsey Jacobellis                  | Femmes      | 1 min 23 s 44 | 5e            | 1re                | 1re             | 1re         | 1re               | Médaille d'or, Jeux olympiques |
| Meghan Tierney                      | Femmes      | 1 min 25 s 16 | 16e           | 2e                 | 3e              | Éliminée    | Éliminée          | 12e                            |
| Nick Baumgartner Lindsey Jacobellis | Par équipes | Non disputé   | Non disputé   | Non disputé        | 1er             | 2e          | 1er               | Médaille d'or, Jeux olympiques |
| Faye Gulini Jake Vedder             | Par équipes | Non disputé   | Non disputé   | Non disputé        | 3e              | Éliminés    | Éliminés          | 9e                             |